# Ą̊
Ą̊, ą̊ – litera rozszerzonego alfabetu łacińskiego, powstała poprzez połączenie litery A z ogonkiem i kółkiem. Wykorzystywana jest w zapisie języka elfdalskiego, w którym oznacza dźwięk [ɔ̃], tj. nazalizowaną samogłoskę półotwartą tylną zaokrągloną (odpowiednik polskiego Ą). 

## Kodowanie
| Forma     | Wygląd | Części składowe |
| --------- | ------ | --------------- |
| majuskuła | Ą̊      | U+0104 Ą        |
| minuskuła | ą̊      | U+0105 ą        |